# Список віцекоролів Перу
Нижче наведено перелік віцекоролів, що правили віцекоролівством Перу, іспанською колоніальною адміністративною одиницею Іспанської імперії, з 1544 по 1824 рік від імені іспанського монарха. Території, які де-юре перебували під владою віцекоролів, включали в XVI-XVII століттях майже всю Південну Америку, за винятком східної Бразилії.

## ГубернаториНової Кастилії(1532-1544)
| № | Портрет | Губернатор                | Правління | Правління      | Монарх  | Монарх          |
| № | Портрет | Губернатор                | Початок   | Кінець         | Портрет | Імператор       |
| - | ------- | ------------------------- | --------- | -------------- | ------- | --------------- |
| 1 |         | Франсіско Пісарро         | 1532      | 26 червня 1541 |         | Карл V Габсбург |
| 2 |         | Крістобаль Ваца де Кастро | 1541      | 1544           |         | Карл V Габсбург |
| 3 |         | Гонсало Пісарро           | 1544      | 1548           |         | Карл V Габсбург |

## ВіцекороліПеру(1544–1824)
| №  | Портрет | Губернатор                            | Правління         | Правління         | Монарх  | Монарх              |
| №  | Портрет | Губернатор                            | Початок           | Кінець            | Портрет | Імператор           |
| -- | ------- | ------------------------------------- | ----------------- | ----------------- | ------- | ------------------- |
| 1  |         | Бласко Нуньєс Вела                    | 15 травня 1544    | 18 січня 1546     |         | Карл V Габсбург     |
| 2  |         | Педро де ла Ґаска                     | 10 квітня 1547    | 27 січня 1550     |         | Карл V Габсбург     |
| 3  |         | Антоніо де Мендоса                    | 23 вересня 1551   | 21 липня 1552     |         | Карл V Габсбург     |
| 4  |         | Мельхор Браво де Саравія              | Липень 1552       | Червень 1556      |         | Карл V Габсбург     |
| 5  |         | Андрес Уртадо де Мендоса              | 29 червня 1556    | 30 березня 1561   |         | Філіп II            |
| 6  |         | Дієго Лопес де Суньїга                | 17 квітня 1561    | 20 лютого 1564    |         | Філіп II            |
| 7  |         | Хуан де Сааведра                      | 20 лютого 1564    | 2 вересня 1564    |         | Філіп II            |
| 8  |         | Лопе Ґарсія де Кастро                 | 2 вересня 1564    | 26 листопада 1569 |         | Філіп II            |
| 9  |         | Франциско де Толедо                   | 26 листопада 1569 | 23 вересня 1581   |         | Філіп II            |
| 10 |         | Мартін Енрікес де Альманса            | 23 вересня 1581   | 13 березня 1583   |         | Філіп II            |
| 11 |         | Крістобаль Рамірес де Картаґена       | 13 березня 1583   | 31 березня 1584   |         | Філіп II            |
| 12 |         | Фернандо Торрес де Португалія-і-Месія | 31 березня 1584   | 20 листопада 1589 |         | Філіп II            |
| 13 |         | Гарсія Уртадо де Мендоса              | 8 січня 1590      | 24 липня 1596     |         | Філіп II            |
| 14 |         | Луїс де Веласко                       | 24 липня 1596     | 18 січня 1604     |         | Філіп II            |
| 15 |         | Гаспар де Суніга Монтеррей            | 18 січня 1604     | 16 березня 1606   |         | Філіп III Побожний  |
| 16 |         | Дієго Нуньєс де Авенданьо             | 16 березня 1606   | 21 грудня 1607    |         | Філіп III Побожний  |
| 17 |         | Хуан де Мендоса-і-Луна                | 21 грудня 1607    | 18 грудня 1615    |         | Філіп III Побожний  |
| 18 |         | Франсіско де Борха-і-Араґон           | 18 грудня 1615    | 31 грудня 1621    |         | Філіп III Побожний  |
| 19 |         | Хуан Хіменес де Монтальво             | 31 грудня 1621    | 25 липня 1622     |         | Філіпп IV Великий   |
| 20 |         | Дієго Фернандес де Кордоба            | 25 липня 1622     | 14 січня 1629     |         | Філіпп IV Великий   |
| 21 |         | Луїс Херонімо де Кабрера              | 14 січня 1629     | 18 грудня 1639    |         | Філіпп IV Великий   |
| 22 |         | Педро де Толедо                       | 18 грудня 1639    | 20 вересня 1648   |         | Філіпп IV Великий   |
| 23 |         | Ґарсія Сармьєнто де Сотомайор         | 20 вересня 1648   | 24 лютого 1655    |         | Філіпп IV Великий   |
| 24 |         | Луїс Енрікес де Ґусман                | 24 лютого 1655    | 31 грудня 1661    |         | Філіпп IV Великий   |
| 25 |         | Дієго де Бенавідес                    | 31 грудня 1661    | 16 березня 1666   |         | Філіпп IV Великий   |
| 26 |         | Бернардо де Ітурріаса                 | Березень 1666     | Листопад 1667     |         | Карл II Зачарований |
| 27 |         | Педро Антоніо Фернандес де Кастро     | 21 листопада 1667 | 6 грудня 1672     |         | Карл II Зачарований |
| 28 |         | Бернардо де Ітурріаса                 | Грудень 1672      | Серпень 1674      |         | Карл II Зачарований |
| 29 |         | Балтасар-де-ла-Куева                  | 15 серпня 1674    | 7 липня 1678      |         | Карл II Зачарований |
| 30 |         | Мельчор де Ліньян-і-Сіснерос          | 7 липня 1678      | 20 листопада 1681 |         | Карл II Зачарований |
| 31 |         | Мельчор де Наварра                    | 20 листопада 1681 | 15 серпня 1689    |         | Карл II Зачарований |
| 32 |         | Мельчор Портокарреро                  | Серпень 1689      | Вересень 1705     |         | Карл II Зачарований |
| 33 |         | Хуан Пеньялоса-і-Бенавідес            | Вересень 1705     | Травень 1707      |         | Філіп V Анжуйський  |
| 34 |         | Мануель де Омс                        | 7 липня 1707      | 22 квітня 1710    |         | Філіп V Анжуйський  |
| 35 |         | Мігель Нуньєс де Санабрія             | 22 квітня 1710    | 14 вересня 1710   |         | Філіп V Анжуйський  |
| 36 |         | Дієго Ладрон де Ґевара                | 14 вересня 1710   | 2 березня 1716    |         | Філіп V Анжуйський  |
| 37 |         | Матео де ла Мата Понсе де Леон        | 2 березня 1716    | 15 серпня 1716    |         | Філіп V Анжуйський  |
| 38 |         | Дієго Морсілло Рубіо де Ауньон        | 15 серпня 1716    | 5 жовтня 1716     |         | Філіп V Анжуйський  |
| 39 |         | Кармін Караччоло                      | 5 жовтня 1716     | 26 січня 1720     |         | Філіп V Анжуйський  |
| 40 |         | Дієго Морсілло Рубіо де Ауньон        | 26 січня 1720     | 14 травня 1724    |         | Філіп V Анжуйський  |
| 41 |         | Хосе де Армендаріс                    | 14 травня 1724    | 4 лютого 1736     |         | Луїс I              |
| 42 |         | Хосе Антоніо де Мендоса               | 4 лютого 1736     | 15 грудня 1745    |         | Філіп V Анжуйський  |
| 43 |         | Хосе Мансо де Веласко                 | 15 грудня 1745    | 12 жовтня 1761    |         | Фернандо VI         |
| 44 |         | Мануель де Амат-і-Хуньйент            | 12 жовтня 1761    | 17 липня 1776     |         | Карл III            |
| 45 |         | Мануель Ґуріор                        | 17 липня 1776     | 21 липня 1780     |         | Карл III            |
| 46 |         | Агустін де Жаурегі                    | 21 липня 1780     | 29 квітня 1784    |         | Карл III            |
| 47 |         | Теодор де Круа                        | 29 квітня 1784    | 25 березня 1790   |         | Карл III            |
| 48 |         | Франсіско Ґіль де Табоада             | 25 березня 1790   | 24 липня 1796     |         | Карл IV             |
| 49 |         | Амбросіо О'Гіґґінс                    | 24 липня 1796     | 19 березня 1801   |         | Карл IV             |
| 50 |         | Мануель Арредондо-і-Пелегрін          | 19 березня 1801   | 5 листопада 1801  |         | Карл IV             |
| 51 |         | Габріель де Авілес                    | 5 листопада 1801  | 20 серпня 1806    |         | Карл IV             |
| 52 |         | Хосе Фернандо де Абаскаль-і-Суса      | 20 серпня 1806    | 7 липня 1816      |         | Карл IV             |
| 53 |         | Хоакін де ла Песуела                  | 7 липня 1816      | 29 січня 1821     |         | Фернандо VII        |
| 54 |         | Хосе де ла Серна                      | 29 січня 1821     | 9 грудня 1824     |         | Фернандо VII        |
| 55 |         | Хуан Піо Каміло де Трістан-і-Москосо  | 9 грудня 1824     | 30 грудня 1824    |         | Фернандо VII        |